# ميكيل جنسن (سائق سيارة سباق)
ميكيل جنسن هو سائق سيارة سباق دنماركي، ولد في 31 ديسمبر 1994 في آرهوس في الدنمارك.

## وصلات خارجية
- ميكيل جنسن على موقع DriverDB.com (الإنجليزية)